# ویکتور زابکوف
ویکتور زابکوف (به روسی: Ви́ктор Зубко́в) (زاده ۱۵ سپتامبر ۱۹۴۱) کارآفرین، سیاست‌مدار و مدیر ارشد اجرایی روس است، که اکنون به‌عنوان رئیس هیئت مدیره شرکت گازپروم فعالیت می‌کند. وی در فاصله سال‌های ۲۰۰۷ تا ۲۰۰۸ نخست‌وزیر روسیه بود و از سال ۲۰۰۸ تا ۲۰۱۲ نیز به‌عنوان معاون اول نخست وزیر روسیه فعالیت نمود.